# Darüşşafaka Spor Kulübü 2019-2020
Questa voce raccoglie le informazioni riguardanti il Darüşşafaka Spor Kulübü nelle competizioni ufficiali della stagione 2019-2020.

## Stagione
La stagione 2019-2020 del Darüşşafaka Spor Kulübü è la 24ª nel massimo campionato turco di pallacanestro, la Basketbol Süper Ligi.

## Roster
Aggiornato al 18 aprile 2024.
| Darüşşafaka Tekfen 2019-20 | Darüşşafaka Tekfen 2019-20 |
| Giocatori                  | Staff tecnico              |
| -------------------------- | -------------------------- |

| N. | Naz.                                         | Ruolo | Nome                 | Anno | Alt.   | Peso   |  |
| -- | -------------------------------------------- | ----- | -------------------- | ---- | ------ | ------ |  |
| 1  | Stati Uniti (bandiera)                       | P     | Joe Ragland (IN)     | 1989 | 182 cm | 85 kg  |  |
| 3  | Turchia (bandiera)                           | P     | Kartal Özmızrak      | 1995 | 188 cm | 74 kg  |  |
| 6  | Germania (bandiera) · Turchia (bandiera)     | AC    | Mahir Agva           | 1996 | 206 cm | 103 kg |  |
| 7  | Turchia (bandiera)                           | G     | Hasan Efe Uzun       | 2003 | 189 cm |        |  |
| 8  | Porto Rico (bandiera)                        | P     | Gary Browne          | 1993 | 185 cm | 88 kg  |  |
| 9  | Turchia (bandiera)                           | C     | Emircan Koşut        | 1995 | 216 cm | 100 kg |  |
| 10 | Turchia (bandiera)                           | G     | Doruk Dora           | 1999 | 193 cm |        |  |
| 11 | Turchia (bandiera)                           | AG    | Berk Demir           | 1995 | 204 cm | 100 kg |  |
| 12 | Trinidad e Tobago (bandiera)                 | C     | Johnny Hamilton      | 1994 | 213 cm | 104 kg |  |
| 14 | Turchia (bandiera)                           | AP    | Erkan Veyseloğlu (C) | 1983 | 200 cm | 93 kg  |  |
| 15 | Turchia (bandiera)                           | AP    | Efe Sarıca           | 2002 | 190 cm |        |  |
| 18 | Turchia (bandiera)                           | P     | Doğuş Özdemiroğlu    | 1996 | 191 cm | 88 kg  |  |
| 20 | Stati Uniti (bandiera)                       | G     | Doron Lamb           | 1991 | 193 cm | 95 kg  |  |
| 21 | Stati Uniti (bandiera) · Ungheria (bandiera) | AG    | Jarrod Jones         | 1990 | 206 cm | 105 kg |  |
| 22 | Turchia (bandiera)                           | C     | Troy Selim Şav       | 1998 | 205 cm |        |  |
| 32 | Turchia (bandiera)                           | G     | Sinan Güler          | 1983 | 192 cm | 95 kg  |  |
| 50 | Stati Uniti (bandiera)                       | A     | Bonzie Colson        | 1996 | 198 cm | 106 kg |  |

| Allenatore                                                                          |
| - Selçuk Ernak                                                                      |
| Assistente/i                                                                        |
| - Rüçhan Tamsöz - Ümit Temoçin Legenda - (C) Capitano - (IN) Inattivo - Infortunato |

## Mercato

### Sessione estiva
| Acquisti | Acquisti         | Acquisti           | Acquisti   | Acquisti |
| R.a      | Nome             | da                 | Modalità   |          |
| -------- | ---------------- | ------------------ | ---------- | -------- |
| P        | Joe Ragland      | Stella Rossa       | definitivo |          |
| G        | Doruk Dora       | Düzce              | definitivo |          |
| C        | Johnny Hamilton  | G. Rapids Drive    | definitivo |          |
| AG       | Jarrod Jones     | Monaco             | definitivo |          |
| G        | Sinan Güler      | Fenerbahçe         | definitivo |          |
| A        | Bonzie Colson    | Milwaukee Bucks    | definitivo |          |
| AP       | Erkan Veyseloğlu | Beşiktaş           | definitivo |          |
| G        | Doron Lamb       | Lavrio             | definitivo |          |
| AG       | Mahir Agva       | Gießen 46ers       | definitivo |          |
| P        | Gary Browne      | Atl. de San Germán | definitivo |          |

| Cessioni | Cessioni        | Cessioni         | Cessioni       | Cessioni |
| R.       | Nome            | a                | Modalità       |          |
| -------- | --------------- | ---------------- | -------------- | -------- |
| AP       | Žanis Peiners   | Partizan         | fine contratto |          |
| P        | Toney Douglas   | Free agent       | fine contratto |          |
| G        | Jon Diebler     | Free agent       | fine contratto |          |
| C        | Micheal Eric    | Saski Baskonia   | fine contratto |          |
| PG       | Mert Akay       | Free agent       | fine contratto |          |
| A        | Jeremy Evans    | Chimki           | fine contratto |          |
| C        | Oğuz Savaş      | Free agent       | fine contratto |          |
| G        | Markel Brown    | Oklahoma Thunder | fine contratto |          |
| G        | Muhammed Baygül | Türk Telekom     | fine contratto |          |
| AP       | Stanton Kidd    | Utah Jazz        | fine contratto |          |

### Dopo l'inizio della stagione
| Acquisti | Acquisti | Acquisti | Acquisti | Acquisti |
| R.       | Nome     | da       | Data     | Modalità |
| -------- | -------- | -------- | -------- | -------- |

| Cessioni | Cessioni    | Cessioni   | Cessioni         | Cessioni    |
| R.       | Nome        | a          | Data             | Modalità    |
| -------- | ----------- | ---------- | ---------------- | ----------- |
| P        | Joe Ragland | Free agent | 16 novembre 2019 | rescissione |